# Amelia Tiganus
Amelia Tiganus (Galați, Rumanía, 11 de marzo de 1984) es una oradora, escritora y activista abolicionista superviviente de la trata de mujeres, procedente de Rumanía. Fue trasladada a España después de ser vendida a un proxeneta a los 17 años. Tras cinco años explotada sexualmente -de 2002 a 2007-, logró salir del sistema prostitucional. Desde entonces, reside en el País Vasco. Es autora del libro La revuelta de las putas. De víctima a activista (2021), en el que, además de narrar su experiencia personal, defiende el abolicionismo como camino para enfrentar la prostitución y combatir la trata de mujeres y niñas. 

## Biografía
Tiganus nació en el seno de una familia de clase obrera y creció en Rumania. Fue violada en grupo de camino a la escuela y desde entonces cambió su vida. Sin el apoyo psicológico de su entorno, sin las herramientas emocionales para recuperarse del shock en su minoría de edad, sin acompañamiento jurídico para tramitar una denuncia, las violaciones continuaron y se hicieron sistemáticas. En consecuencia, a los 13 años se vio abocada a abandonar los estudios. Quería ser profesora o médica. Con 17 años y medio fue vendida a un proxeneta español por 300 euros. Fue prostituida inicialmente en Alicante, siendo trasladada a más de 40 prostíbulos, a los que denomina campos de concentración, durante más de cinco años. En 2007, el colapso físico y emocional que trajo consigo ese periodo de esclavitud sexual la hizo detenerse, y, desde entonces, vive en el País Vasco.

### Activista feminista
Tras abandonar de forma física la prostitución -las secuelas psicológicas permanecen-, Tiganus empezó a conocer las líneas teóricas del feminismo, dando una interpretación diferente a su propia vida. Desde 2015 hasta 2018, coordinó el proyecto de prevención del consumo de prostitución en el portal web Feminicidio.net, mediante talleres de sensibilización y reflexión. En la actualidad, participa en congresos organizados tanto en España como en Latinoamérica, dando conferencias sobre sus experiencias y alentando discursos sobre la abolición de la prostitución.
  

Es militante de EHMA – Euskal Herriko Mugimendu Abolizionista (Movimiento Abolicionista del País Vasco). En el año 2021 fue una de las fundadoras de la asociación "Emargi", dedicada a luchar de manera integral por un futuro libre de explotación sexual y reproductiva de mujeres y niñas desde su dimensión local, nacional e internacional. 
«No podemos hablar de igualdad entre hombres y mujeres, ni de justicia social, ni de la sociedad del buen trato mientras exista una sola mujer en el mundo explotada sexualmente».
El 2021 se publicó el cómic Amelia, historia de una lucha, basado en la vida de Tiganus dibujado por Roberto García y guionizado por Alicia Palmer y la propia Tiganus como herramienta para concienciar especialmente a la juventud, impulsado a través de una campaña de micromecenazgo.

En septiembre de 2021 Tiganus publicó el libro La revuelta de las putas. De víctima a activista, en el que más allá de narrar su propia experiencia señala las implicaciones políticas y sociales y reivindica el feminismo como marco de análisis.
«comprendí que mi historia personal era una cuestión profundamente política, era la historia de las mujeres que el patriarcado pone a disposición de los hombres como mujeres públicas […].

## Premios y reconocimientos
- 2019 Reconocimiento del Ministerio de la Presidencia, Relaciones con las Cortes e Igualdad a personas e instituciones cuya labor en la erradicación de la violencia contra las mujeres ha destacado especialmente. Categoría "Superación".[15]
- 2019 Reconocimiento de la Casa de la Dona de Xirivella (Alicante).[16]
- 2019 Comadre de Oro - Tertulia Feminista Les Comadres[17]

## Publicaciones

### Libros
- La revuelta de las putas. De víctima a activista (2021) Prólogo Rosa Cobo. Ediciones B. 224 páginas. ISBN 8466668861
- Amelia. Historia de una lucha (2021)  (Cómic) Amelia Tiganus (guion), Alicia Palmer (guion), Roberto García Peñuelas (dibujante)  Editorial Serendipia. 80 páginas ISBN 978-84-122260-8-9[18]

### Artículos
- La revuelta de las putas.  (2017)

- Recuerdos de cómo se fabrica una puta (2017)